# 阿克斯特爾山
81°18′S 85°6′W / 81.300°S 85.100°W
阿克斯特爾山（英語：Mount Axtell），是南極洲的山峰，位於埃爾斯沃思地，處於蒂德山東南面2.4公里，屬於皮里特山的一部分，現時由南極條約體系管理。